# Knopkruid
Knopkruid (Galinsoga) is een geslacht uit de composietenfamilie (Compositae oftewel Asteraceae). Het geslacht bevat kleine, eenjarige kruidachtige planten met tegenoverstaande, ongedeelde bladeren. De bloemhoofdjes zijn in de regel klein, met gele buisbloemen en witte lintbloemen die bij de meeste soorten als vijf kleine schijnkroonblaadjes zichtbaar zijn. Deze zijn vrouwelijk, de buisbloemen tweeslachtig. Het pappus van de zaadjes is klein en schubvormig en nauwelijks als zodanig te herkennen.

## Verspreiding
Het geslacht is afkomstig uit het neotropisch gebied van Amerika. Het harig knopkruid (Galinsoga quadriradiata) en het kaal knopkruid (Galinsoga parviflora) zijn in Europa geïntroduceerd en komen ook in de Benelux in het wild voor.

## Taxonomie
Het geslacht bevat waarschijnlijk tien tot dertien soorten.
Omdat de soorten tegenoverstaande bladeren hebben, wat in de composietenfamilie een zeldzaamheid is, wordt een nauwe verwantschap met Alsemambrosia verondersteld.